# Fannia lepida
Fannia lepida là một loài ruồi trong họ Fanniidae.

## Hình ảnh

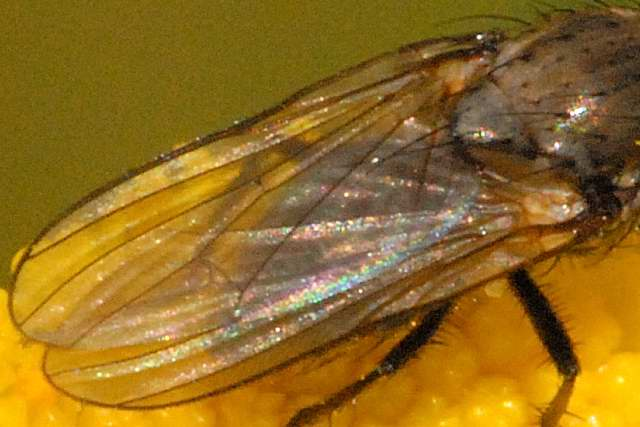